# Por siempre mi amor
Por siempre mi amor es una telenovela mexicana producida por Ignacio Sada Madero. Es una readaptación de Mi segunda madre, original de Abel Santa Cruz y realizada en 1989.
Está protagonizada por Susana González y Guy Ecker, coprotagonizada por Thelma Madrigal y Pablo Lyle, y con las participaciones antagónicas de Dominika Paleta, Héctor Suárez Gomís, Sofía Castro, Lola Merino y la primera actriz Macaria. Cuenta además con las actuaciones estelares de los primeros actores Ana Martín, Carlos Bonavides y Humberto Elizondo.

## Sinopsis
Arturo De La Riva es un arquitecto exitoso que a simple vista lo tiene todo para ser feliz, está casado con Eugenia Arenas y tienen una hermosa hija de diez años, llamada Aranza. Sin embargo Arturo y Eugenia no sospechan que su felicidad es la envidia de Sonia Arenas, la prima de Eugenia, que lleva años enamorada en secreto de Arturo y por este motivo, siente un odio profundo por su prima al tener lo que ella tanto desea. Llevada por la maldad, Sonia cambia los medicamentos de Eugenia provocándole un coma cerebral que la lleva a la muerte. Arturo y Aranza quedan devastados y Sonia se aprovecha de esta oportunidad con el fin de poder quedarse con el amor de Arturo.
Por otro lado está la historia de Isabel López Cerdán, una diseñadora de interiores que cree estar felizmente casada con Fernando, pero en realidad este no es más que un estafador que le roba dinero a escondidas y en verdad, está casado con Andrea, una joven con la que tiene dos hijos: Esteban y Ángel. Cuando Isabel descubre esta serie de engaños, corre a Fernando de su vida y lo manda a la cárcel por haberla estafado.
Tras estos golpes Arturo e Isabel coinciden en una playa en el Pacífico Mexicano donde se enamoran a primera vista y deciden iniciar una relación, pero al regresar a México comienzan los problemas en su relación, el primero es la férrea oposición de Aranza a la relación de su padre con Isabel, la niña envenenada por las intrigas de su tía Sonia no soporta a Isabel pese a que ella adora a la hija de Arturo y el segundo, será la sed de venganza de Fernando que jura salir de la cárcel para vengarse tanto de Andrea como de Isabel.

## Reparto
- Susana González[7] - Isabel López Cerdán de De la Riva
- Guy Ecker - Arturo De la Riva
- Dominika Paleta - Sonia Arenas Lozano
- Héctor Suárez Gomís - Fernando Córdova Miranda / Javier Castillo De la Fuente
- Thelma Madrigal - Aranza De la Riva Arenas
- Pablo Lyle - Esteban Narváez Gutiérrez
- Ana Martín - María Luisa "Tita" Valverde Vda. de Escudero
- Martha Julia - Gabriela "Gaby" San Román
- Macaria - Minerva Gutiérrez
- Humberto Elizondo - Osvaldo De la Riva
- Lola Merino - Marcela Zambrano
- Víctor Noriega - Fabricio De la Riva Oropeza
- Luz María Zetina - Eugenia Arenas de De la Riva
- Gabriela Platas - Andrea Gutiérrez de Córdova / de Narváez
- Alejandro Ruiz - Bruno Escudero Valverde
- Alejandro Aragón - Mauricio Narváez
- Isabel Martínez "La Tarabilla" - Cuca
- Carlos Bonavides - Padre Adalberto
- Ricardo de Pascual - Gabino Hidalgo
- Dacia González - Lucha de Hidalgo
- Archie Lafranco - Nicolás Belmonte
- Dacia Arcaraz - Ágatha
- Elena Torres - Almudena Quijano de Escudero
- Silvia Lomelí - Teresa
- Tania Lizardo - Marianela
- Sofía Castro - Dafne Quintana Herrera
- Carlos Speitzer - "El Borlas"
- Erick Díaz - Cristian
- Jade Fraser - Ileana Portillo
- Lizzeta Romo - Katia Oropeza
- Emma Escalante - Gemma
- Francisco Rubio - Gonzalo Carbajal
- Arlette Pacheco - Corina
- Juan Verduzco - Dr. Elías Carranza
- David Ostrosky - Gilberto Cervantes
- Pablo Cruz Guerrero - Daniel Cervantes Arenas
- Antonio Medellín - Rodolfo Alanís Noriega
- Dolores Salomón "Bodokito" - Celeste [8]
- Karyme Hernández - Aranza De la Riva Arenas (niña)
- Valentina Hauzori - Ileana Portillo (niña)
- Federico Porras - Esteban Córdova Gutiérrez (niño)
- Camila Peña - Dafne Quintana Herrera (niña)
- Felipe Sánchez - Dante Hidalgo
- Alejandro Villeli - Efrén Gómez
- José Montini - Baltazar
- Bettina Salazar - Zenaida Lizama
- Lupita Lara - Gisela
- Elizabeth Dupeyrón - Lidia Oropeza de Alanís
- Julio Vega - Sr. Aranda
- Verónica Montes - Lucero

## DVD
El Grupo Televisa lanza a la venta en formato DVD sus novelas.

## Premios y nominaciones

### Premios TVyNovelas
| Año  | Categoría           | Nominado/a | Resultado |
| ---- | ------------------- | ---------- | --------- |
| 2015 | Mejor actor juvenil | Pablo Lyle | Nominado  |

| Año  | Premio           | Categoría           | Nominados               | Resultados |
| ---- | ---------------- | ------------------- | ----------------------- | ---------- |
| 2014 | Premios Juventud | Mejor tema novelero | «Para enamorarte de mí» | Nominado   |

## Versiones
- Mi segunda madre (1989) telenovela producida por Juan Osorio para Televisa, protagonizada por Enrique Novi y María Sorté. En esa versión también participaron Héctor Suárez Gomis y Lola Merino.